# Roberto Rossellini
Roberto Gastone Zeffiro Rossellini (ur. 8 maja 1906 w Rzymie, zm. 3 czerwca 1977 tamże) – włoski reżyser, scenarzysta oraz producent filmowy. Jeden z czołowych twórców neorealizmu włoskiego.

## Życiorys
Interesował się filmem od wczesnej młodości. Przerwał nawet naukę w liceum, by poświęcić się różnym zajęciom technicznym w atelier. Swój pierwszy film - krókometrażowy dokument Fantazja podmorska (1936) – zrealizował jednak dopiero w wieku 30 lat. Następnie był autorem scenariusza do filmu Pilot Luciano Serra (1938) Goffreda Alessandriniego. Doświadczenia dokumentalne wykorzystał przy tworzeniu swoich pierwszych filmów fabularnych, takich jak Biały okręt (1941) czy Pilot powraca (1942).
W styczniu 1944 zaczął kręcić film dokumentalny o księdzu, rozstrzelanym przez Niemców. W trakcie zdjęć dokument przeistoczył się w film fabularny Rzym, miasto otwarte, który wszedł do historii kina jako jedno z pierwszych dzieł rodzącego się włoskiego neorealizmu. Kolejnym filmem reżysera, również ściśle związanym z nowym nurtem, była Paisà (1946). Oba obrazy zdobyły niesłychany rozgłos ogólnoświatowy i do dziś należą do żelaznej klasyki światowego kina.
24 maja 1950 ożenił się z aktorką Ingrid Bergman, z którą pracował przy filmie Stromboli, ziemia bogów. Małżeństwo to zawarte zostało w atmosferze obyczajowego skandalu, gdyż Bergman porzuciła dla włoskiego reżysera swojego ówczesnego męża, za co spotkał ją ostracyzm w Hollywood. Przez następne lata była zmuszona pracować w Europie, w tym czasie grała przede wszystkim w kolejnych filmach Rosselliniego: Stromboli, ziemia bogów (1951), Europa ’51 (1952) i Podróż do Włoch (1953). Para miała razem troje dzieci, syna Robertina oraz córki-bliźniaczki, Isottę i Isabellę.
Lata 50. to okres płodny, ale jednocześnie i bardzo nierówny w twórczości reżysera. Rossellini stopniowo tracił wtedy renomę wśród krytyki i publiczności. Odzyskał ją chwilowo dopiero pod koniec dekady, czego potwierdzeniem był Złoty Lew na 20. MFF w Wenecji za film Generał della Rovere (1959) z Vittoriem De Siką w roli tytułowej. Jednak jego kolejne dokonania znów rozczarowywały.
Od połowy lat 60. kręcił głównie filmy biograficzne i historyczne dla włoskiej telewizji. W 1969 został kierownikiem słynnej rzymskiej szkoły filmowej Centro sperimentale di cinematografia.
W 1977 przewodniczył jury konkursu głównego na 30. MFF w Cannes. W tym samym roku zmarł podczas przygotowań do filmu o Karolu Marksie.

## Filmografia

### Scenarzysta
- 1975 – Mesjasz (Il Messia)
- 1974 – Włochy: Rok Pierwszy (Anno uno)
- 1974 – Kartezjusz (Cartesius)
- 1973 – L'eta di Cosimo de Medici
- 1972 – Agostino d’Ippona
- 1971 – Blaise Pascal
- 1970 – La lotta dell'uomo per la sua sopravvenza
- 1970 – Sokrates (Socrate)
- 1969 – Atti degli apostoli
- 1967 – Idea di un'isola
- 1964 – L'età del ferro
- 1963 – Karabinierzy (Les carabiniers)
- 1962 – Czarna dusza (Anima nera)
- 1962 – Ro.Go.Pa.G.
- 1961 – Vanina Vanini
- 1961 – Viva l'Italia!
- 1960 – Noc nad Rzymem (Era notte a Roma)
- 1959 – Indie (India)
- 1959 – Generał della Rovere (Il generale Della Rovere)
- 1954 – Gdzie jest wolność? (Dov'è la libertà...?)
- 1954 – Strach (La paura)
- 1954 – Joanna d’Arc na stosie (Giovanna d’Arco al rogo)
- 1954 – Miłość w środku stulecia (Amori di mezzo secolo)
- 1954 – Podróż do Włoch (Viaggio in Italia)
- 1952 – La macchina ammazzacattivi
- 1952 – Europa ’51
- 1952 – Medico condotto
- 1952 – Siedem grzechów głównych (Les sept péchés capitaux)
- 1950 – Stromboli, ziemia bogów (Stromboli)
- 1949 – L'invasore
- 1948 – Miłość (L'amore)
- 1948 – Niemcy – rok zerowy (Germania anno zero)
- 1946 – Pragnienie (Desiderio)
- 1946 – Paisà
- 1945 – Rzym, miasto otwarte (Roma città aperta)
- 1943 – L’Uomo dalla croce
- 1942 – Biały statek (La nave bianca)
- 1942 – Pilot powraca (Un pilota ritorna)
- 1940 – Fantasia sottomarina
- 1937 – La fossa degli angeli

### Reżyser
- 1977 – Concerto per Michelangelo
- 1975 – Mesjasz (Il Messia)
- 1974 – Kartezjusz (Cartesius)
- 1974 – Włochy: rok pierwszy (Anno uno)
- 1973 – L'eta di Cosimo de Medici
- 1972 – Agostino d’Ippona
- 1971 – Blaise Pascal
- 1970 – Sokrates (Socrate)
- 1970 – Da Gerusalemme a Damasco
- 1969 – Atti degli apostoli
- 1967 – Idea di un'isola
- 1966 – La prise de pouvoir par Louis XIV
- 1964 – L'età del ferro
- 1962 – Czarna dusza (Anima nera)
- 1962 – Ro.Go.Pa.G.
- 1961 – Viva l'Italia!
- 1961 – Vanina Vanini
- 1961 – Torino nei cent'anni
- 1960 – Noc nad Rzymem (Era notte a Roma)
- 1959 – Generał della Rovere (Il generale della Rovere)
- 1959 – Indie (India)
- 1959 – L'India vista da Rossellini
- 1954 – Gdzie jest wolność? (Dov'è la libertà...?)
- 1954 – Strach (La paura)
- 1954 – Joanna d’Arc na stosie (Giovanna d’Arco al rogo)
- 1954 – Miłość w środku stulecia (Amori di mezzo secolo)
- 1954 – Podróż do Włoch (Viaggio in Italia)
- 1953 – Jesteśmy kobietami (Siamo donne)
- 1952 – La macchina ammazzacattivi
- 1952 – Europa ’51
- 1952 – Siedem grzechów głównych (Les sept péchés capitaux)
- 1950 – Franciszek, kuglarz boży (Francesco, giullare di Dio)
- 1950 – Stromboli, ziemia Boga (Stromboli)
- 1948 – Niemcy – rok zerowy (Germania anno zero)
- 1948 – Miłość (L'amore)
- 1946 – Paisà
- 1946 – Pragnienie (Desiderio)
- 1945 – Rzym, miasto otwarte (Roma città aperta)
- 1943 – L’Uomo dalla croce
- 1942 – Pilot powraca (Un pilota ritorna)
- 1942 – Biały statek (La nave bianca)
- 1941 – Il ruscello di Ripasottile
- 1940 – Fantasia sottomarina
- 1939 – Il tacchino prepotente
- 1939 – La vispa Teresa
- 1937 – Prélude à l’après-midi d’un faune
- 1936 – Dafne